# Gymnothorax castaneus
Gymnothorax castaneus är en fiskart som först beskrevs av Jordan och Gilbert, 1883.  Gymnothorax castaneus ingår i släktet Gymnothorax och familjen Muraenidae. IUCN kategoriserar arten globalt som livskraftig. Inga underarter finns listade i Catalogue of Life.